# 데인티살찐생쥐
데인티살찐생쥐(Steatomys cuppedius)는 붉은숲쥐과에 속하는 설치류의 일종이다. 베넹과 부르키나 파소, 말리, 니제르, 나이지리아, 세네갈에서 발견된다. 자연 서식지는 아열대 또는 열대 기후 지역의 건조 관목 지대이다.

## 특징
데인티살찐생쥐의 몸길이는 78~93mm이고, 꼬리 길이는 41~50mm이다. 몸무게는 14~25g이다. 연한 모래빛 살색을 띠며, 모두 8개의 젖꼭지를 갖고 있다. 서아프리카에서 발견되는 살찐생쥐 3종 중의 하나이다. 더 작고 연한 색을 띠며, 꼬리가 항상 머리부터 몸까지 길이의 절반 정도로 비교적 길고, 젖꼭지 수가 적다는 점에서 북서부살찐생쥐(Steatomys caurinus)와 구별할 수 있다. 나머지 종은 잭슨살찐생쥐(Steatomys jacksoni)로 서식 지역이 겹치지 않고 가나 남부 지역과 나이지리아 남부 지역에서만 발견된다. 12개의 젖꼭지를 갖고 있다.

## 분포 및 서식지
데인티살찐생쥐는 서아프리카 열대 지역의 토착종이다. 세네갈부터 말리 남부를 거쳐 부르키나 파소와 니제르 남부, 베넹 북부, 나이지리아 남서부 지역에 분포하며, 해발 고도 200~600m 높이에서 서식한다. 일반적인 서식지는 다소 관목 초원 지대이다.

## 보전 상태
데인티살찐생쥐는 상당한 개체수 변동을 보여주는 다소 흔하지 않은 종이다. 넓은 분포 지역을 갖고 있으며, 전체 개체수가 큰 것으로 추정하고 있고 몇몇 보호 자역에서 서식하고 있다. 일부 분포 지역에서 포획하여 식용으로 먹지만, 현저하게 충격을 주고 있지 않기 때문에 국제 자연 보전 연맹(IUCN)이 데인티살찐생쥐의 보전 상태를 "관심대상종"으로 분류하고 있다.